# Okoye
Okoye este un personaj fictiv și generalul Dorei Milaje din Marvel Comics . Personajul, creat de Christopher Priest și Mark Texeira , a apărut pentru prima dată în Black Panther #1 (noiembrie 1998 ) în benzile desenate.
| Okoye                       | Okoye                                                                                                 |
| Informații despre publicare | Informații despre publicare                                                                           |
| --------------------------- | --- |
| Editor                      | Comics Marvel                                                                                         |
| Prima apariție              | Black Panther #1 (noiembrie 1998 )                                                                    |
| Creat de                    | Christopher Preot Mark Texeira                                                                        |
| Informații din poveste      | |
| Locul de origine            | Wakanda , Africa                                                                                      |
| Afilieri la echipă          | Dora Milaje Agenții din Wakanda Avengers                                                              |
| Personaj secundar al        | Pantera neagră                                                                                        |
| Abilități                   | - Maestru artist marțial și combatant corp la corp - Maestru tactician, strateg și comandant de teren |

Danai Gurira interpretează personajul din filmele Marvel Cinematic Universe Black Panther (2018), Avengers: Infinity War (2018), Avengers: Endgame (2019) și serialul animat Disney+ What If...? (2021) în cronologie alternative. Gurira va reveni în următoarea continuare Black Panther: Wakanda Forever (2022).

## Istoricul publicațiilor
Okoye a apărut pentru prima dată în Black Panther #1 (noiembrie 1998). Ultima a apărut în Black Panther #62 în 2003, până când a revenit în Black Panther #171. (2018) 

## Biografia personajului fictiv
Ea s-a alăturat prietenei ei Nakia pentru a fi printre soțiile lui T'Challa în curs de formare. Cu toate acestea, când Okoye a descoperit că T'Challa nu avea niciun interes să se căsătorească cu niciunul dintre ei, ea a ajuns imediat să accepte acest lucru.  De atunci, ea a stat alături de T'Challa. Okoye l-a însoțit pe T'Challa când a recrutat-o pe Queen Divine Justice.  Ea a fost, de asemenea, cu T'Challa când l-au testat pe Kasper Cole dacă el era demn de ținuta Black Panther. Okoye însăși l-a testat pe Kasper dacă ar rămâne cu iubita lui însărcinată sau ar lăsa-o pentru Okoye. 
Okoye apare mai târziu ca director al agenților din Wakanda. 
În timpul poveștii " Empyre ", Okoye este printre cei care ajută la tratarea invaziei Cotati . În timp ce se află pe Wakandan Helicarrier, ea detectează activitate pe bază de plante în Antarctica, deoarece Ka-Zar afirmă că Savage Land este acolo.  Mai târziu, ea îi ajută pe Thing, Shuri și agenții din Wakanda în lupta cu Cotati care au spart câmpul de forță al Wakandei.